# クリスマスが過ぎても
『クリスマスが過ぎても』は、PLUS ONE（小田和正+佐藤竹善）のシングル。1996年12月4日にファンハウスよりリリースされた。

## 概要
小田和正と佐藤竹善による一曲限定のユニットPLUS ONEのシングル。表題曲はヴィクトリア「'97WINTERキャンペーン」CMソングに使用された。
佐藤竹善のライブ・アルバム『introducing CROSS YOUR FINGERS』、ベスト・アルバム『3 STEPS & MORE 〜THE SELECTION OF SOLO ORIGINAL & COLLABORATION〜』に収録されている。

## 収録曲
| 全作詞・作曲: PLUS ONE、全編曲: PLUS ONE・岸村正実。 |                                      |          |            |      |
| #                                                    | タイトル                             | 作詞     | 作曲・編曲 | 時間 |
| 1.                                                   | 「クリスマスが過ぎても」             | PLUS ONE | PLUS ONE   | 4:28 |
| 2.                                                   | 「クリスマスが過ぎても（カラオケ）」 | PLUS ONE | PLUS ONE   | 4:24 |
| 合計時間:                                            | 合計時間:                            | 8:52     |            |      |